# Жалмагамбетов, Максим Нурланович
Макси́м Нурла́нович Жалмагамбе́тов (7 ноября, 1983, Целиноград) — казахстанский футболист, защитник.

## Карьера
Самый высокий футболист сборной Казахстана (197 см). Отличалтся высокой результативностью для защитника, в победном для «Астаны» сезоне-2006 он стал лучшим бомбардиром команды.
Летом 2007 года вызывался на просмотр в братиславский клуб «Слован». Не был куплен из-за отсутствия денежных средств у клуба. В 2008 году на пару с Сергеем Остапенко перешёл на правах аренды в бельгийский «Антверпен». Не закрепившись в основе бельгийского клуба, вернулся в «Астану».
В феврале 2010 года перешёл в футбольную команду «Иртыш», г. Павлодар.
Летом 2011 года перешёл в команду «Астана». Дебют состоялся 25 июня 2011 года в гостевом матче премьер-лиги против клуба «Восток». Игра завершилась со счетом 0:0.
В январе 2012 года подписал контракт с шымкентским «Ордабасы».
В начале 2013 года пополнил состав родного клуба «Астана-1964», но в конечном итоге был заявлен за «Атырау».
В 2014 году завершил карьеру игрока из-за диабета. Перед сезоном 2015 года получил предложение возобновить карьеру от руководства ФК «Кызыл-Жар СК», за который провёл два матча.

## Достижения

### Командные
- Чемпион Казахстана: 2006
- Обладатель Кубка Казахстана: 2005
- Обладатель Суперкубка Казахстана: 2012